# Centre-Val de Loire
Centre-Val de Loire is een regio in het midden van Frankrijk. Het gebied heeft een oppervlakte van 39.151 km² en telde in het eerste decennium van de 21e eeuw ongeveer 2,6 miljoen inwoners. Voor 17 januari 2015 had deze regio de naam Centre.

## Geografie
De regio Centre-Val de Loire ligt in het midden van Frankrijk en wordt omringd door de regio's Île-de-France, Bourgogne-Franche-Comté, Auvergne-Rhône-Alpes, Nouvelle-Aquitaine, Pays de la Loire en Normandië. Een belangrijk onderdeel van de regio, vooral toeristisch, vormt de Loirevallei.

### Aangrenzende regio's
| Aangrenzende regio's            | Aangrenzende regio's | Aangrenzende regio's | Aangrenzende regio's | Aangrenzende regio's |
| ------------------------------- | -------------------- | -------------------- | -------------------- | -------------------- |
| Haute-Normandie Basse-Normandie |                      | Île-de-France        |                      |                      |
|                                 |                      |                      |                      |                      |
| Pays de la Loire                | Bourgogne            |                      |                      |                      |
|                                 |                      |                      |                      |                      |
| Poitou-Charentes                |                      | Limousin             |                      | Auvergne             |

## Steden
- De administratieve hoofdstad (préfecture of prefectuur) is Orléans.

Historisch belangrijke steden zijn voorts:
- Tours
- Bourges
- Blois
- Châteauroux
- Chartres

## Afbeeldingen

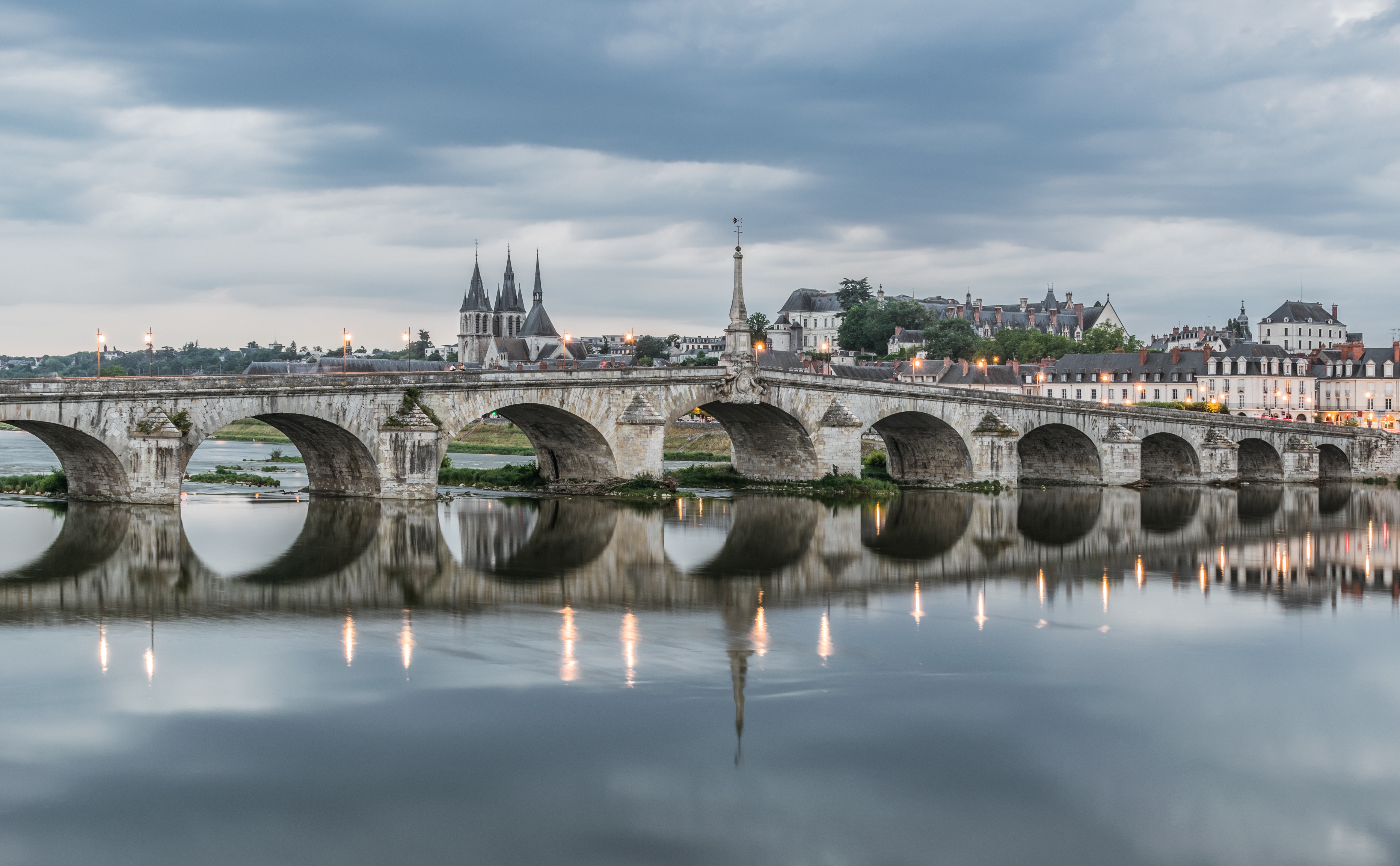
Blois
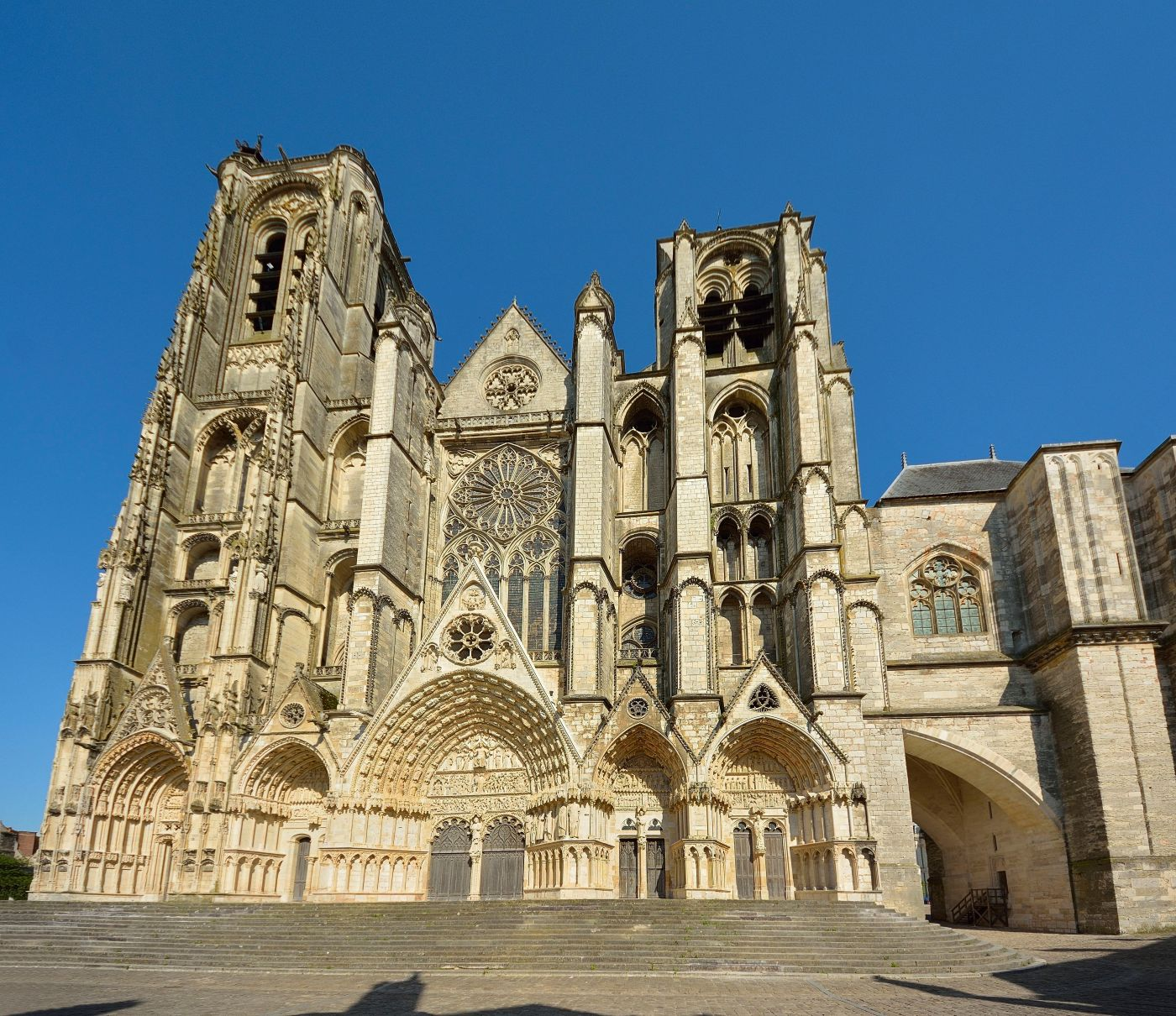
Bourges
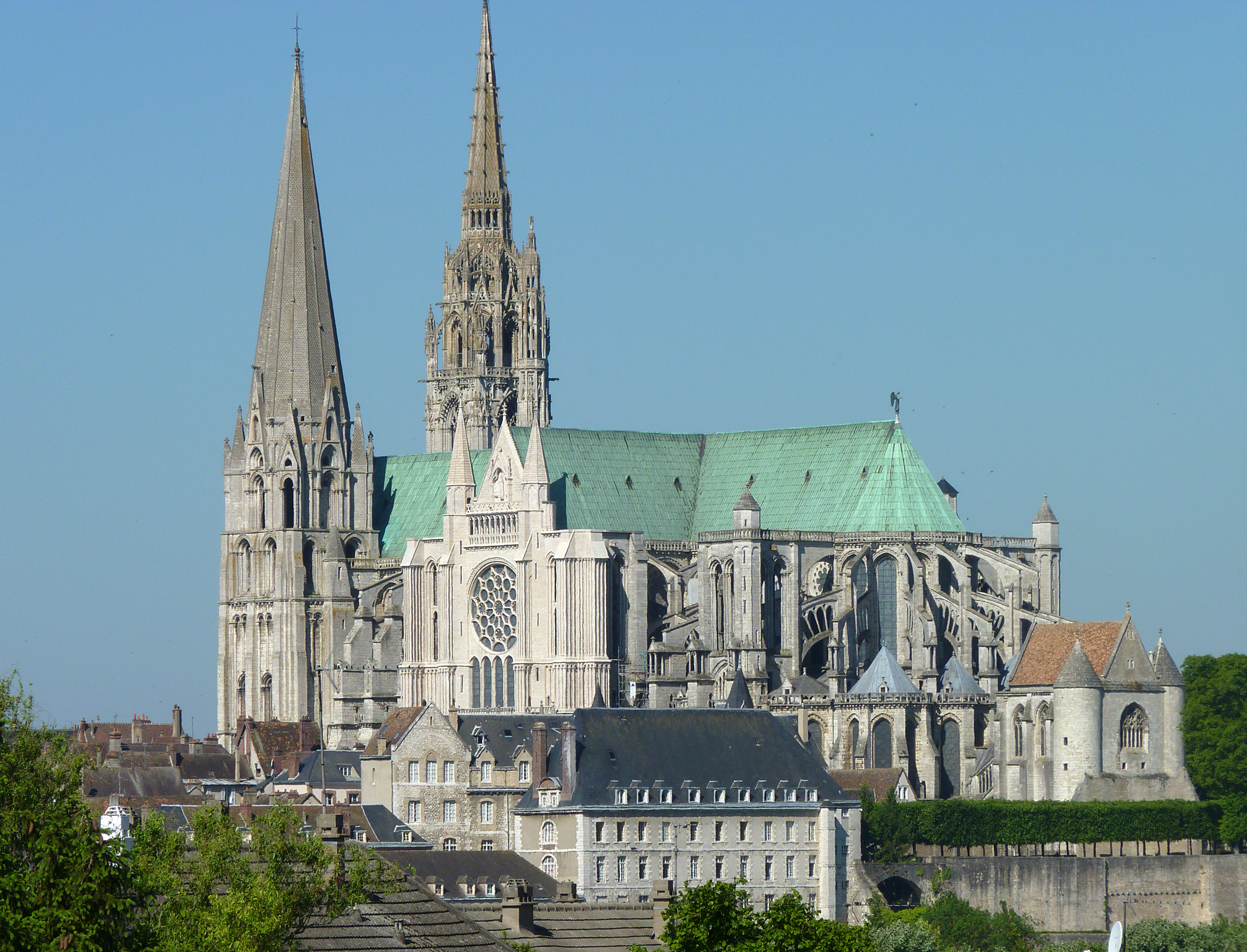
Chartres
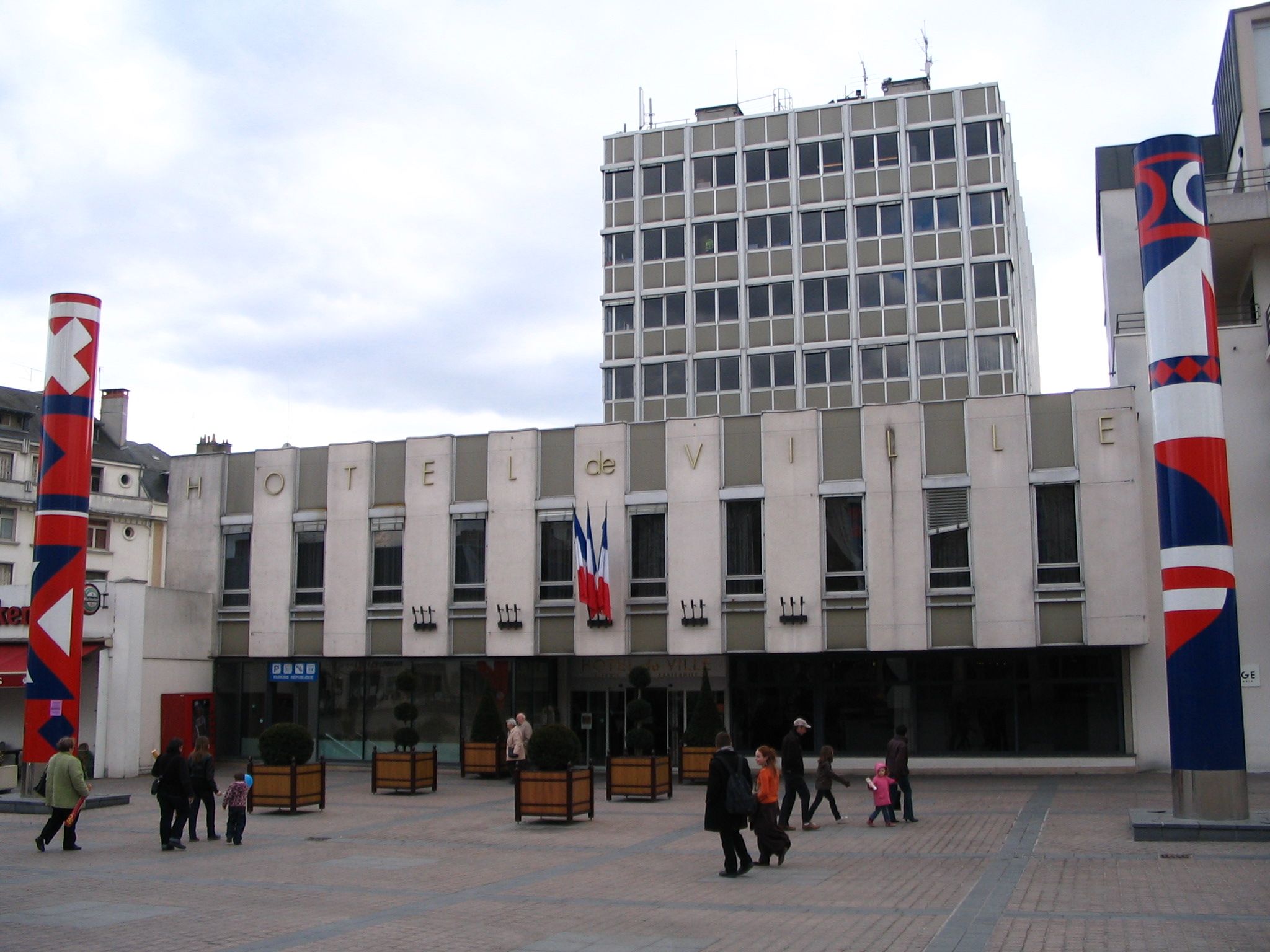
Châteauroux
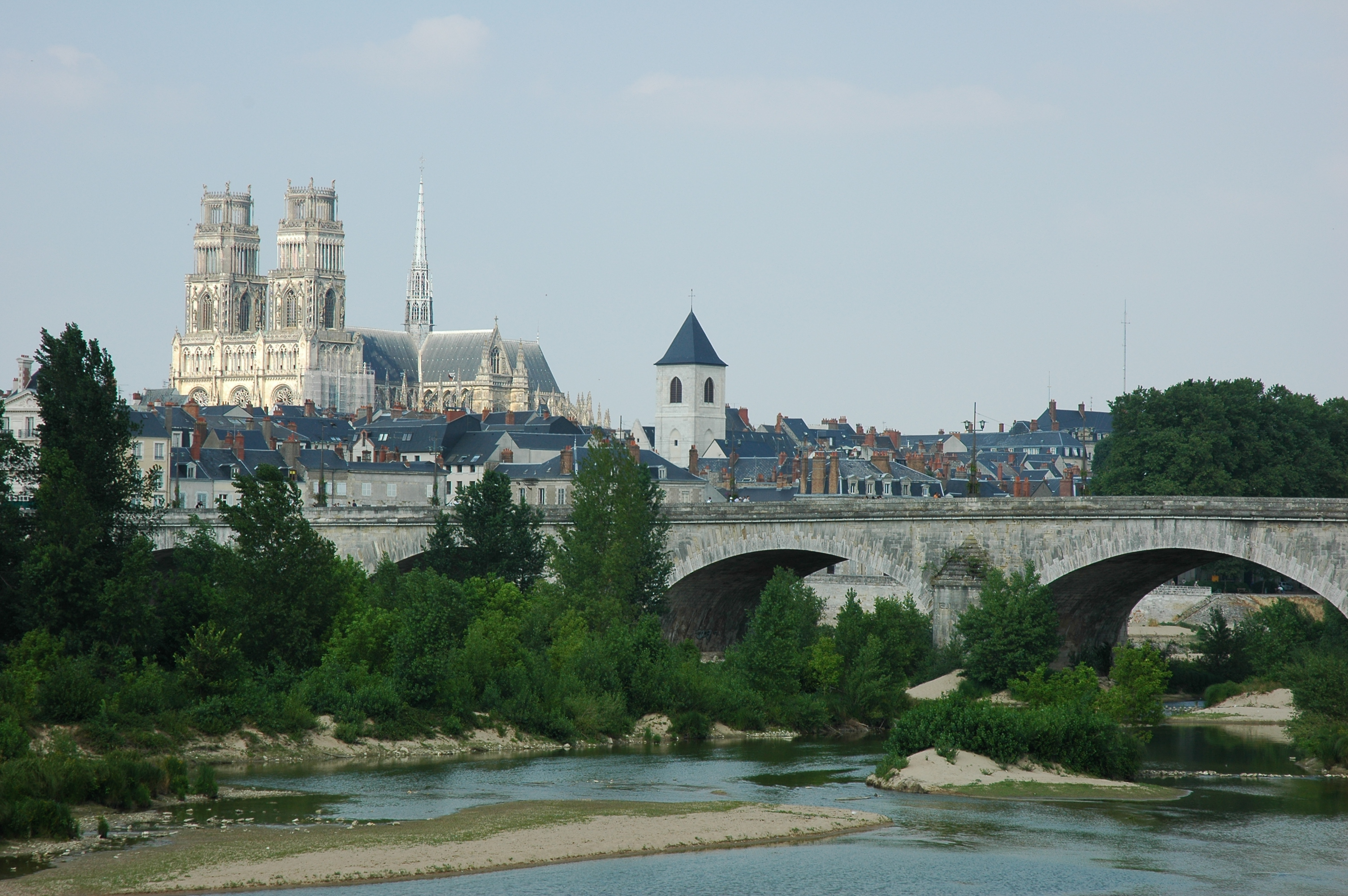
Orléans
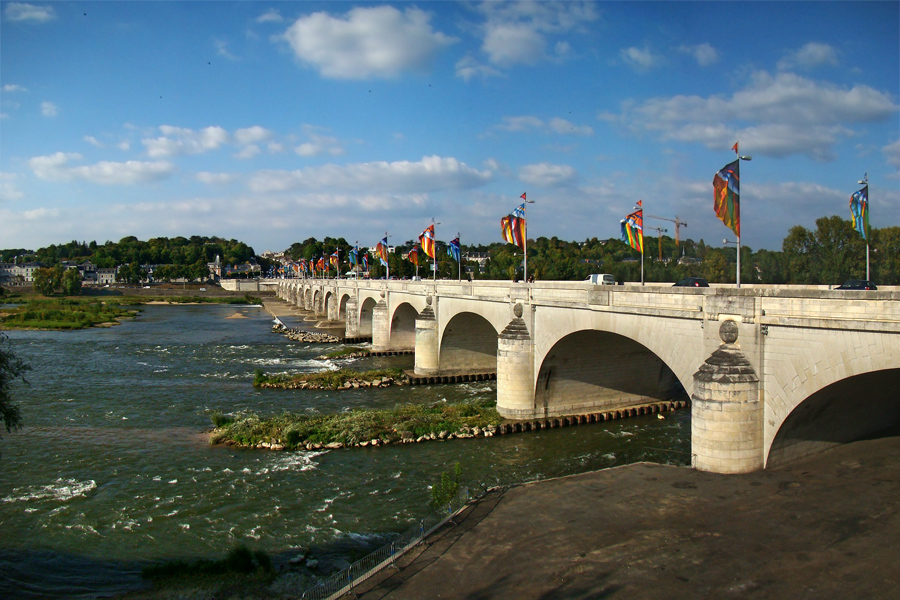
Tours
Kasteel van Chambord
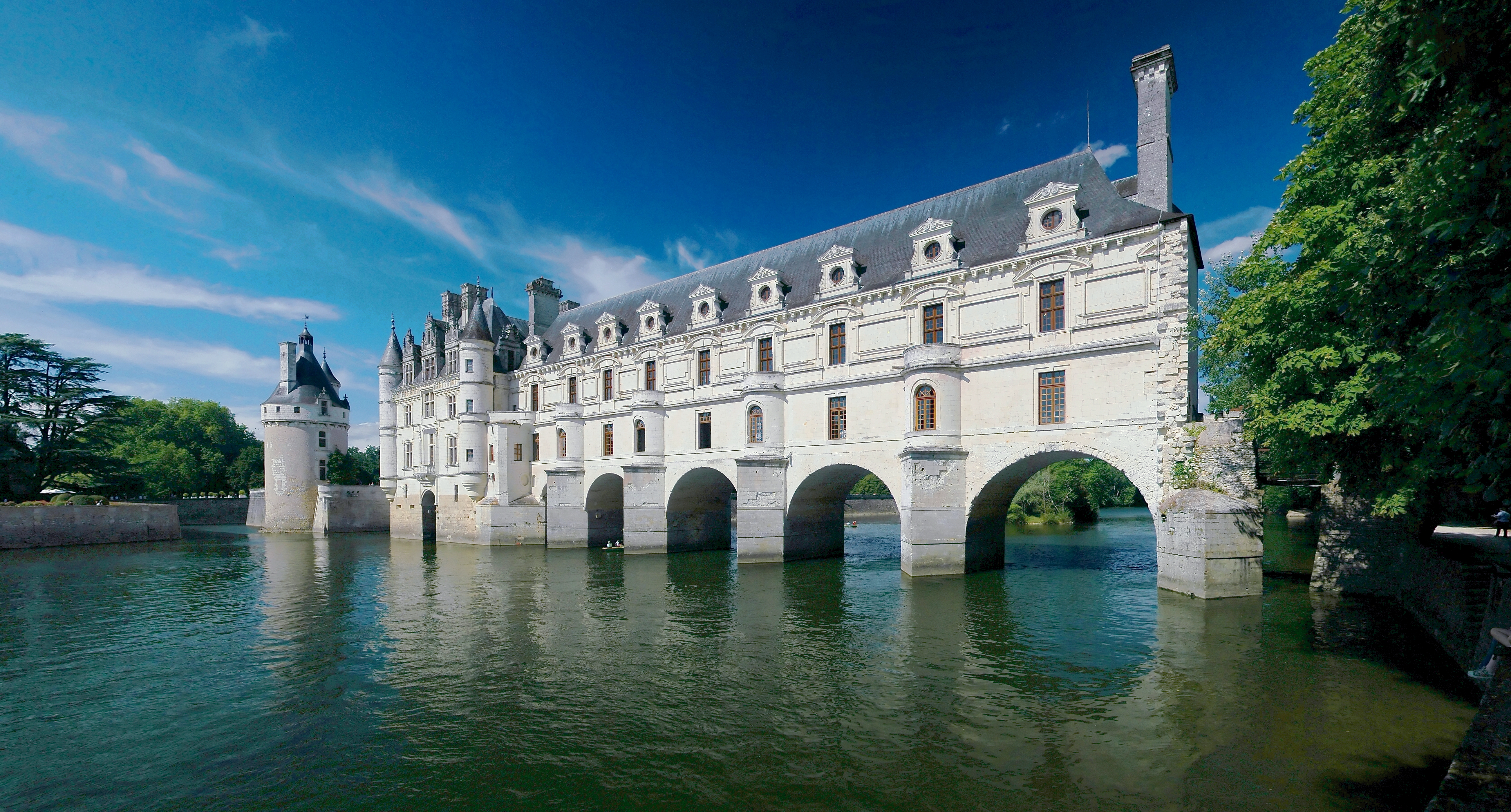
Kasteel van Chenonceau
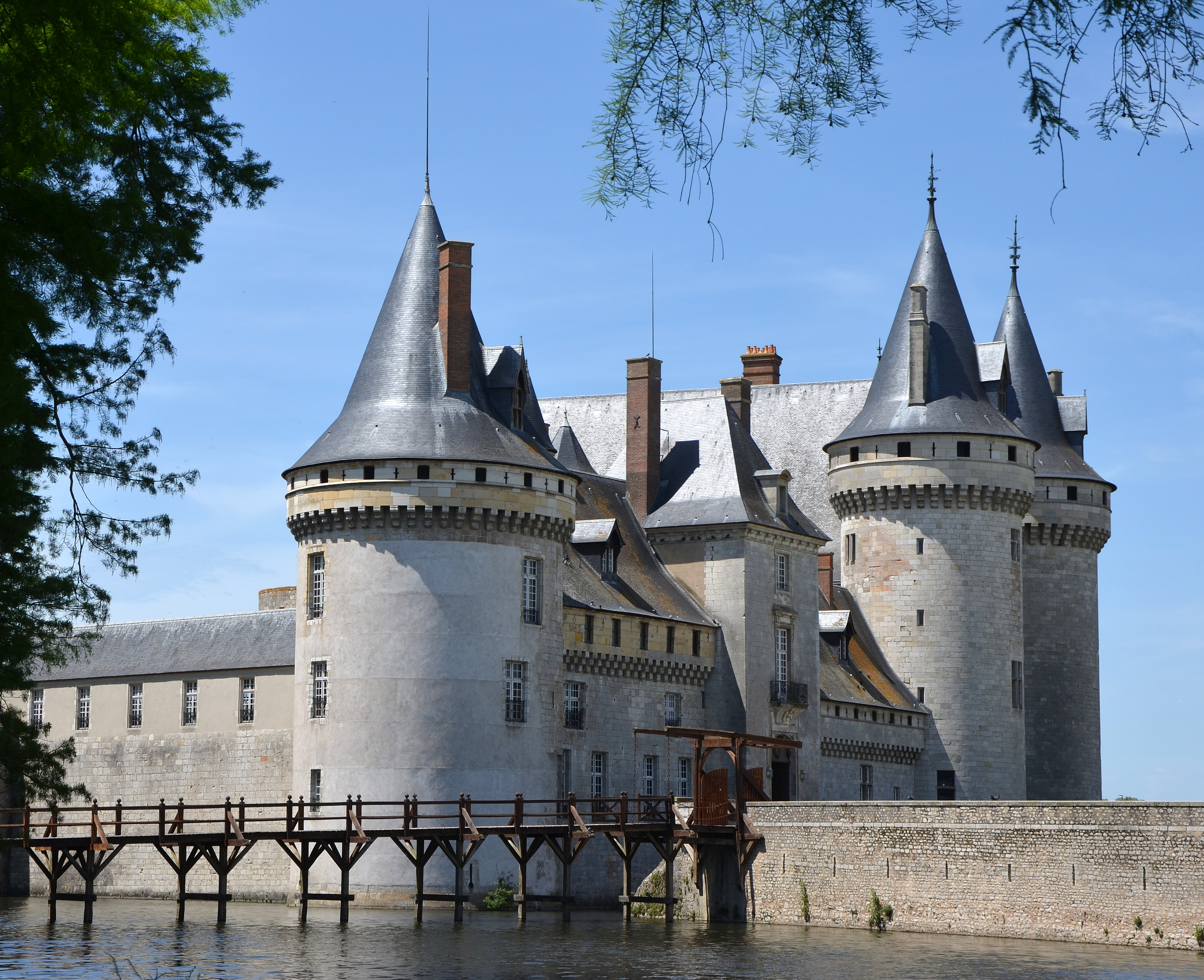
Kasteel van Sully-sur-Loire